# Phyllachora microcenta
Phyllachora microcenta är en svampart. Phyllachora microcenta ingår i släktet Phyllachora och familjen Phyllachoraceae.

## Underarter
Arten delas in i följande underarter:
- graphica
- microcenta